# Patryk Małecki
Patryk Adrian Małecki (* 1. August 1988 in Suwałki) ist ein polnischer Fußballspieler. Er steht seit der Saison 2019/20 beim polnischen Zweitligisten Zagłębie Sosnowiec unter Vertrag.

## Karriere

### Vereine
Małecki begann seine Karriere bei Wigry Suwałki, einem in seinem Geburtsort in der Woiwodschaft Podlachien ansässigen Fußballverein, und wechselte danach in die Jugendabteilung von Wisła Krakau, in der er bis zum Sommer 2004 aktiv war. Zur Saison 2004/05 wechselte der quirlige Stürmer zur zweiten Mannschaft des renommierten Vereins. Nach zwei Spielzeiten rückte er 2006 in die erste Mannschaft auf und kam in zwei Spielzeiten zu zwölf Ligaspielen in der Ekstraklasa, der höchsten Spielklasse in Polen. Um mehr Spielpraxis zu sammeln, wechselte Małecki im Winter 2007 auf Leihbasis für ein halbes Jahr zum Ligakonkurrenten Zagłębie Sosnowiec, für den er in elf Einsätzen zwei Tore erzielte. Nach seiner Rückkehr zu Wisła Kraków gelang mit dem Verein 2008 und 2009 die Polnische Meisterschaft.
Zur Saison 2012/13 wechselte er auf Leihbasis zum türkischen Erstligisten Eskişehirspor, für den er am 25. August 2012 (2. Spieltag) bei der 0:2-Niederlage im Auswärtsspiel gegen Orduspor in der Liga debütierte. Sein erstes Tor erzielte er am 21. Oktober 2012 (8. Spieltag) beim 5:2-Sieg im Heimspiel gegen Kardemir Karabükspor mit dem Treffer zum zwischenzeitlichen 5:1 in der 78. Minute. Im Dezember 2012 wurde der Leihvertrag vorzeitig aufgelöst und Małecki kehrte nach Krakau zurück. Jedoch spielte er im Team der Krakauer keine tragende Rolle mehr und wurde zur Rückrunde der Saison 2013/14 an den Ligakonkurrenten Pogoń Szczecin abgegeben. Bei den Stettinern, bei denen er einen Zweieinhalbjahresvertrag erhielt, debütierte er am 15. Februar 2014 (22. Spieltag) beim 3:2-Sieg im Auswärtsspiel gegen Lechia Gdańsk und bestritt weitere zwölf Rückrundenspiele. Sein erstes Ligator für den Verein war der Siegtreffer zum 3:2 in der 60. Minute im Auswärtsspiel gegen Podbeskidzie Bielsko-Biała am 17. August 2015 (5. Spieltag). Von 2015 bis 2018 bestritt er 75 Punktspiele für Wisla Krakau und erzielte ein Tor, bevor er zur Saison 2018/19 zum slowakischen Erstligisten und amtierenden 
Meister Spartak Trnava wechselte. Nachdem er in der Saison in nur sieben Punktspielen eingesetzt worden war, kehrte er nach Polen zurück und ist seit der Saison 2019/20 für den Zweitligisten Zagłębie Sosnowiec aktiv.

### Nationalmannschaft
Małecki debütierte am 27. August 2005 in der U-18-Nationalmannschaft, die in einem Turnier mit Ungarn, der Slowakei und der Ukraine teilnahm. Bei der 1:2-Niederlage gegen die Auswahl der Slowakei erzielte er in der 80. Minute mit dem Anschlusstreffer sein erstes Länderspieltor. Im Spiel gegen die Auswahl Ungarns erzielte er alle Tore beim 3:1-Sieg.
2007 wurde er von Michał Globisz in den Kader der U-20-Nationalmannschaft zur Junioren-Weltmeisterschaft in Kanada berufen. In diesem Turnier bestritt er alle drei Gruppenspiele und das mit 1:3 gegen die Auswahl Argentiniens verlorene Achtelfinale.
Für die U-21-Nationalmannschaft kam er am 22. August 2007 beim 3:1-Sieg gegen die Auswahl Georgiens erstmals zum Einsatz, als er in der 46. Minute für Krzysztof Sokalski eingewechselt wurde. 2009 bestritt er sechs Länderspiele (2:2 gegen die Auswahl Lettlands am 27. März, 1:2 gegen die Auswahl Schwedens am 5. Juni, 2:0 gegen die Auswahl Liechtensteins am 9. Juni, 0:2 gegen die Auswahl Spaniens am 4. September, 5:0 gegen die Auswahl Liechtensteins am 9. Oktober und 0:4 gegen die Auswahl der Niederlande am 13. Oktober) für die U-21 und erzielte fünf Tore. Anfang Januar 2016 unterschrieb er einen 2,5-Jahres-Vertrag bei seinem Ex-Klub Wisła Krakau.
Am 14. November 2009 debütierte Małecki in der A-Nationalmannschaft, die in Warschau gegen die Auswahl Rumäniens mit 0:1 verlor. Sein letztes von acht Länderspielen bestritt er am 2. September 2011 in Warschau beim 1:1-Unentschieden im Testländerspiel gegen die Auswahl Mexikos. Sein einziges A-Länderspieltor erzielte er am 20. Januar 2010 in Nakhon Ratchasima beim 3:1-Sieg im Testländerspiel gegen die Auswahl Thailands mit dem Treffer zum zwischenzeitlichen 2:0 in der 52. Minute.

## Erfolge
- Polnischer Meister 2008, 2009, 2011 (mit Wisła Krakau)

## Auszeichnungen
Am 14. Dezember 2009 wurde er zur Neuentdeckung des Jahres 2009 in Polen gewählt.